# منگو تیمور
منگو تیمور اوزبیک پسر توقوقان خان و نوهٔ باتوخان پسر جوجی‌خان بود. او یکی از پادشاهان اردوی زرین در زمان تقسیمات امپراتوری مغول از سال‌های ۱۲۶۶ میلادی الی ۱۲۸۰ میلادی بود.